# Le Vagabond de la baie de Somme
Pour plus de détails, voir Fiche technique et Distribution.
Le Vagabond de la baie de Somme est un téléfilm français réalisé par Claude-Michel Rome en 2015 diffusé le 17 mai 2015 sur RTBF, les 6 juin 2015, 3 mars 2018 et  8 août 2020 sur France 3. Il est inspiré du roman éponyme de Léo Lapointe paru aux Éditions Ravet Anceau dans la collection Polars en Nord,,.

## Synopsis
Le corps d'un SDF est retrouvé en baie de Somme. Le major Paul Beaujour, fraîchement arrivé dans la région, mène l'enquête avec la substitut du procureur Aurore Debac, affaire que tous les notables de la région souhaitent étouffer.

## Fiche technique
- Titre original : Le Vagabond de la Baie de Somme
- Autre titre : Meurtres en Baie de Somme
- Réalisation : Claude-Michel Rome
- Scénario : Claude-Michel Rome et Odile Barski d'après le roman de Léo Lapointe
- Musique : Frédéric Porte
- Photographie :
- Production : France Télévisions, Franco American Films, Grand Large Productions
- Pays d’origine : France
- Langue : Français
- Genre : Policier
- Date de diffusion : 6 juin 2015 sur France 3

## Distribution
- Sonia Rolland : Aurore Debac
- Jérôme Robart : Paul Beaujour
- Charlotte Kady : Cdt Marion Vidal
- François Feroleto : Théodore-Druon Bernard
- Steve Driesen : Claude Longuet
- Lionnel Astier : Jean-Hugues de Wan
- Gérald Laroche : Procureur Cuvillier
- Jean-Michel Noirey : Philippe Bernier
- Frédéric van den Driessche : Félicien Warlau
- Élizabeth Bourgine : Mathilde de Wan
- Angèle Vivier : Valérie Bordier
- Anne Loiret : la kiné
- Xavier Mathieu : Valadier
- Christophe Rouzaud : Louis D'Estree
- Laurent Suire : Fabien Munoz

## Tournage
Le tournage s'est d'abord déroulé une semaine en région parisienne à partir du 15 décembre 2014, puis du 12 janvier au 2 février 2014 en Baie de Somme, notamment à Amiens, Abbeville et au Crotoy,,.

## Audience
- France : 3,36 millions de téléspectateurs (16,7 % de part d'audience)[7].